# Bogumił i Beniamin Krusche
Bogumił Krusche, Gottlieb Krusche (ur. 1769, zm. 1851) i Beniamin Krusche (ur. 1807, zm. 1882) – niemieccy przemysłowcy, twórcy największej fabryki włókienniczej w Pabianicach. Założycielem przedsiębiorstwa był tkacz Gottlieb Krusche, urodzony w 1769 r. w Reichenau w Saksonii, który osiadł w Pabianicach we wrześniu 1825 r. i rok później założył tu ręczną manufakturę tkacką liczącą początkowo 9 warsztatów do wyrobów bawełnianych. Był członkiem zboru herrnhutów mającego kaplicę w Pabianicach.
Jego dzieło kontynuował syn – Beniamin i spadkobiercy. Dzięki talentom tych przedsiębiorców, zyskom z produkcji i sprzedaży własnych produktów, pożyczkom rządowym i kredytom bankowym, niezwykle korzystnej koniunkturze, oraz przychylnemu ustosunkowaniu się władz miasta, ich niewielka manufaktura stała się w szybkim czasie wielkim i nowoczesnym zakładem przemysłowym, która w końcu XIX wieku zatrudniała 4000–4400 robotników. Sprowadzono mechaniczne warsztaty tkackie i inne maszyny, a do ich napędu zastosowano od 1850 r. maszyny parowe, od 1896 r. zaś – silniki elektryczne.
Przedsiębiorstwo Kruschego przejęło też pabianicką przędzalnię bawełny i z czasem opanowało cały cykl produkcyjny tkanin bawełnianych. Kiedy w zarządzanie przedsiębiorstwem włączył się w 1872 r. zięć Beniamina Krusche – Karol Ender, po dwóch latach, w 1874 r., fabryka zmieniła nazwę na „Krusche i Ender”. Jej wyroby słynęły z bardzo dobrej jakości, wielokrotnie nagradzanej na różnych wystawach od Petersburga po Wiedeń i Paryż. Po II wojnie światowej zakłady „Krusche i Ender” zostały upaństwowione i otrzymały nazwę: Pabianickie Zakłady Przemysłu Bawełnianego im. Rewolucji 1905 r.
Do dzisiaj zachował się szpital przy ul. Rocha 8, który został ufundowany przez firmę Krusche&Ender.